# Noomi Rapace

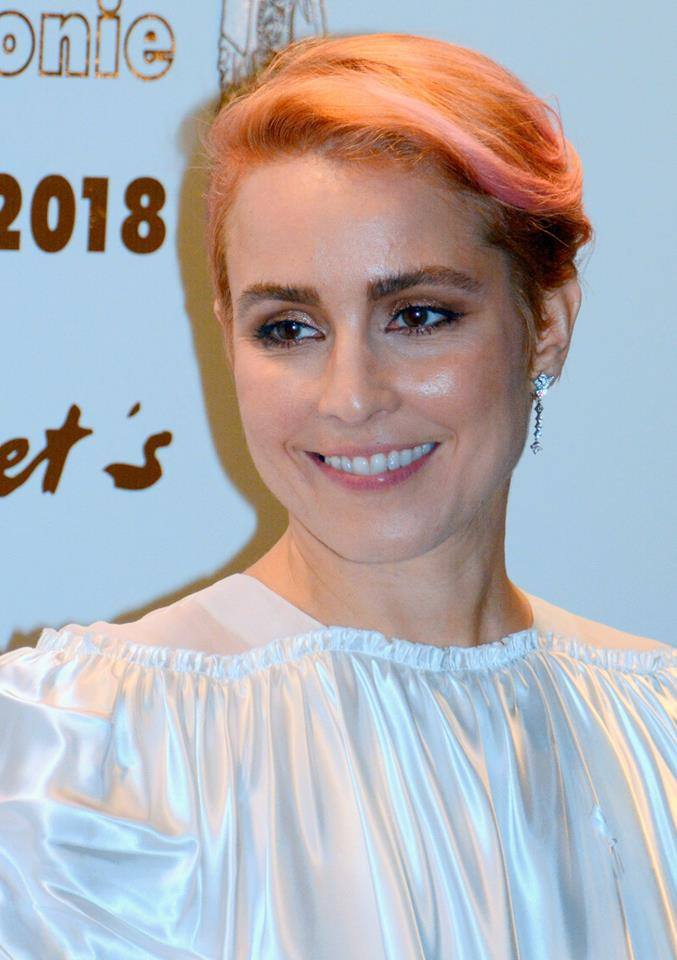
Noomi Rapace (2018)

Noomi Rapace (ur. 28 grudnia 1979 w Hudiksvall) – szwedzka aktorka filmowa. 

## Życiorys
Wychowywała się na Islandii. Była żoną aktora Olego Rapace. W 2009 została nominowana do nagrody Europejskiej Akademii Filmowej w kategorii Najlepsza europejska aktorka roku za rolę w filmie Millennium: Mężczyźni, którzy nienawidzą kobiet, ekranizacji serii książek Stiega Larssona.
Zasiadała w jury konkursu głównego na 75. MFF w Cannes (2022).

## Filmografia
Filmy fabularne
- 1997: Sanning eller konsekvens jako Nadja
- 2001: Röd jul jako Kvinna på krog 1
- 2003: Capricciosa jako Elvira
- 2003: En utflykt till månens baksida jako Andrea
- 2004: Älskar, älskar och älskar jako Nelly
- 2005: Lovisa och Carl Michael jako Anna Rella
- 2005: Blodsbröder jako Veronica
- 2005: Toleransens gränser jako Mama
- 2006: Sökarna – Återkomsten
- 2006: Du & jag jako Maja
- 2006: Enhälligt beslut
- 2007: Daisy Diamond jako Anna
- 2009: Millennium: Mężczyźni, którzy nienawidzą kobiet (Män som hatar kvinnor) jako Lisbeth Salander
- 2009: Millennium: Dziewczyna, która igrała z ogniem (Flickan som lekte med elden) jako Lisbeth Salander
- 2009: Millennium: Zamek z piasku, który runął (Luftslottet som sprängdes) jako Lisbeth Salander
- 2010: Wykluczeni (Svinalängorna) jako Leena
- 2011: Sherlock Holmes: Gra cieni (Sherlock Holmes: A Game of Shadows) jako Sim
- 2011: Babycall jako Anna
- 2012: Namiętność (Passion) jako Isabelle James
- 2012: Prometeusz (Prometheus) jako Elizabeth Shaw
- 2013: Czas zemsty (Dead Man Down) jako Beatric
- 2014: Brudny szmal (The Drop) jako Nadia
- 2015: Child 44 jako Raisa Demidova
- 2016: Rupture jako Renee
- 2017: Tożsamość zdrajcy jako Alice Racine
- 2017: Siedem sióstr jako siostry Settman
- 2017: Bright jako Leilah
- 2018: Stockholm jako Bianca Lind
- 2019: Ścigane jako Sam Carlson
- 2019: Tajemnica anioła jako Lizzie
- 2020: Sekrety z przeszłości jako Maya
- 2021: Złe dni jako Lisa
- 2021: Lamb jako Maria
- 2022: You Won't Be Alone jako Bosilka
- 2022: Czarny Krab (Svart krabba) jako Caroline Edh

Seriale telewizyjne
- 1996–1997: Tre kronor jako Lucinda Gonzales
- 2001: Pusselbitar jako Marika Nilsson
- 2002: Stora teatern jako Fatima
- 2003: Tusenbröder jako Hemvårdare
- 2007: Labyrint mobisodes jako Nicky
- 2007–2008: Labyrint jako Nicky
- 2010: Millennium jako Lisbeth Salander
- 2019: Jack Ryan jako Harriet Baumann